# Schoen zetten

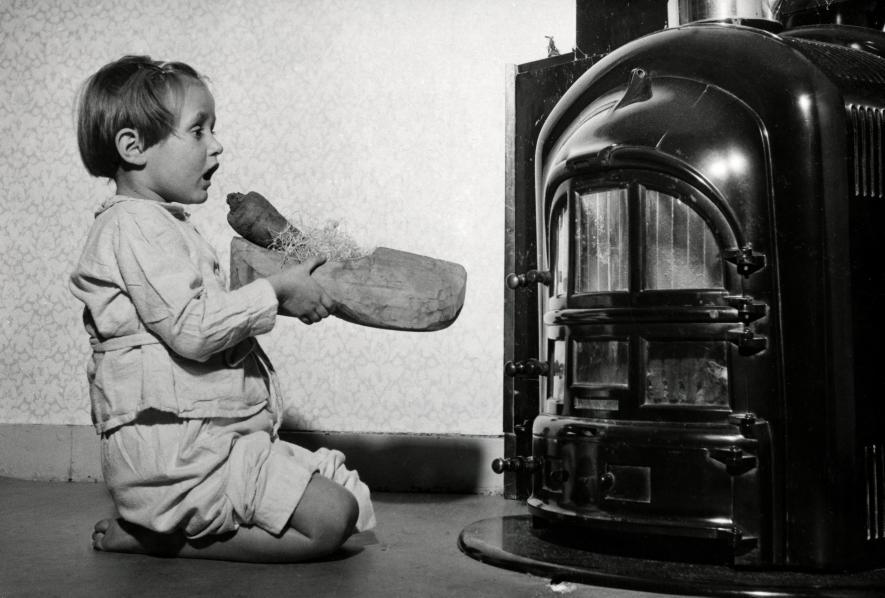
Een meisje zingt een sinterklaasliedje met een klomp voor de kachel.

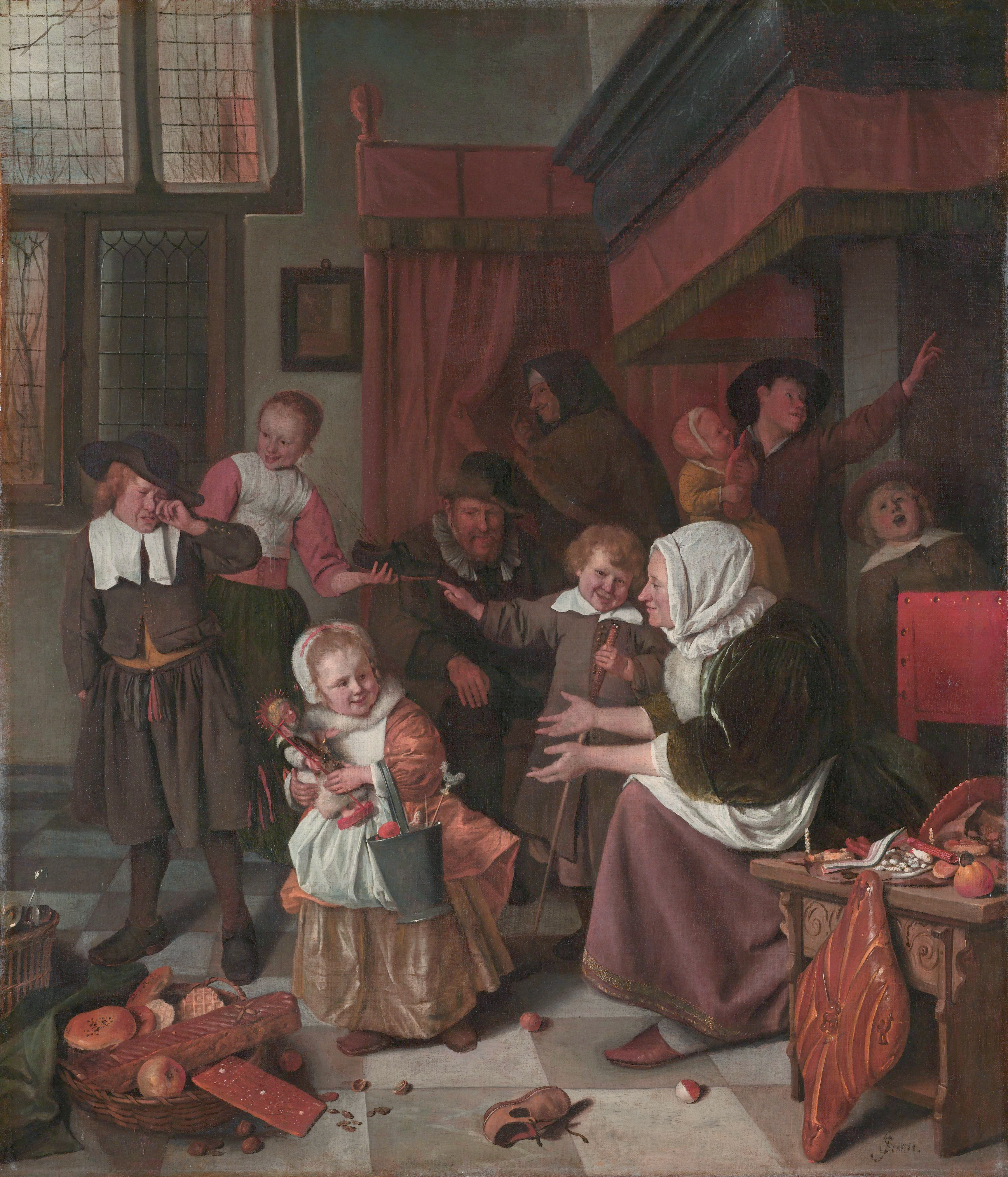
Het schilderij Het Sint-Nicolaasfeest werd ca. 1663 gemaakt door Jan Steen. Het meisje krijgt een pop in de vorm van een heilige en snoepgoed, de jongen links heeft minder reden om blij te zijn. Rechts wijst iemand in de schoorsteen, waar de geschenken vandaan zouden zijn gekomen.

Het schoentje zetten is een traditie binnen het sinterklaasfeest waarbij kinderen 's avonds hun schoen plaatsen bij de haard op de dag dat Sinterklaas in het land is aangekomen (de eerste zaterdag na 11 november). De volgende dag vinden de kinderen dan wat lekkers of een ander klein cadeau in hun schoen.

## Gebruik
Traditioneel wordt de schoen bij de haard gezet, vanuit de gedachte dat Piet vanaf het dak door de schoorsteen naar binnen komt. Ook een kachel kan als zodanig worden gebruikt, met het idee dat Piet de cadeautjes door de kachelpijp in de schoenen gooit. In woningen zonder schoorsteen wordt de schoen veelal gezet voor de verwarming, bij de voordeur, bij de achterdeur of bij een raam dat open kan. Vaak is het zo dat de ouders de kinderen waarschuwen door te zeggen dat Sinterklaas 's nachts langs zal komen om cadeautjes te brengen. Op deze manier weten ze dat ze 's avonds hun schoen kunnen zetten. De ouders zijn in werkelijkheid degenen die de cadeautjes kopen en in de schoenen leggen terwijl de kinderen slapen.
Ook winkeliers en openbare gelegenheden bieden de mogelijkheid eenmaal gedurende de sinterklaastijd de schoen te zetten. Hierbij wordt meestal gebruik gemaakt van een papieren schoentje. Soms is het ook mogelijk om een oude schoen in te leveren die je dan de volgende dag terugkrijgt met een cadeautje erin. In beide gevallen wordt dan in de winkel een kartonnen schoorsteen geplaatst waarbij de schoen kan worden geplaatst.
Het wordt op prijs gesteld als de kinderen iets terugdoen. Daarom leggen ze vaak een tekening voor Sinterklaas en de Pieten in de schoen, of een wortel, hooi of suikerklontjes voor de schimmel van Sinterklaas. Ook zingen zij een of meerdere sinterklaasliedjes bij de schoen om Sinterklaas te verwelkomen. Ook zeggen ze de volgende ochtend na ontvangst van hun cadeau vaak in de haard "Dank u wel Sinterklaas!!!!" De oudste vermelding van het klaarzetten van hooi voor het paard dateert uit 1726, van haver en stro is al een halve eeuw eerder sprake. Dit wordt ook bezongen in het Sinterklaasliedje "Sinterklaas is jarig".
Bij stoute kinderen werd soms gesuggereerd dat men een roe of zakje zout in de schoen zou krijgen. Ook dit wordt bezongen in diverse Sinterklaasliedjes, zoals bv. in het tweede complet van Zie ginds komt de stoomboot.

## Geschiedenis

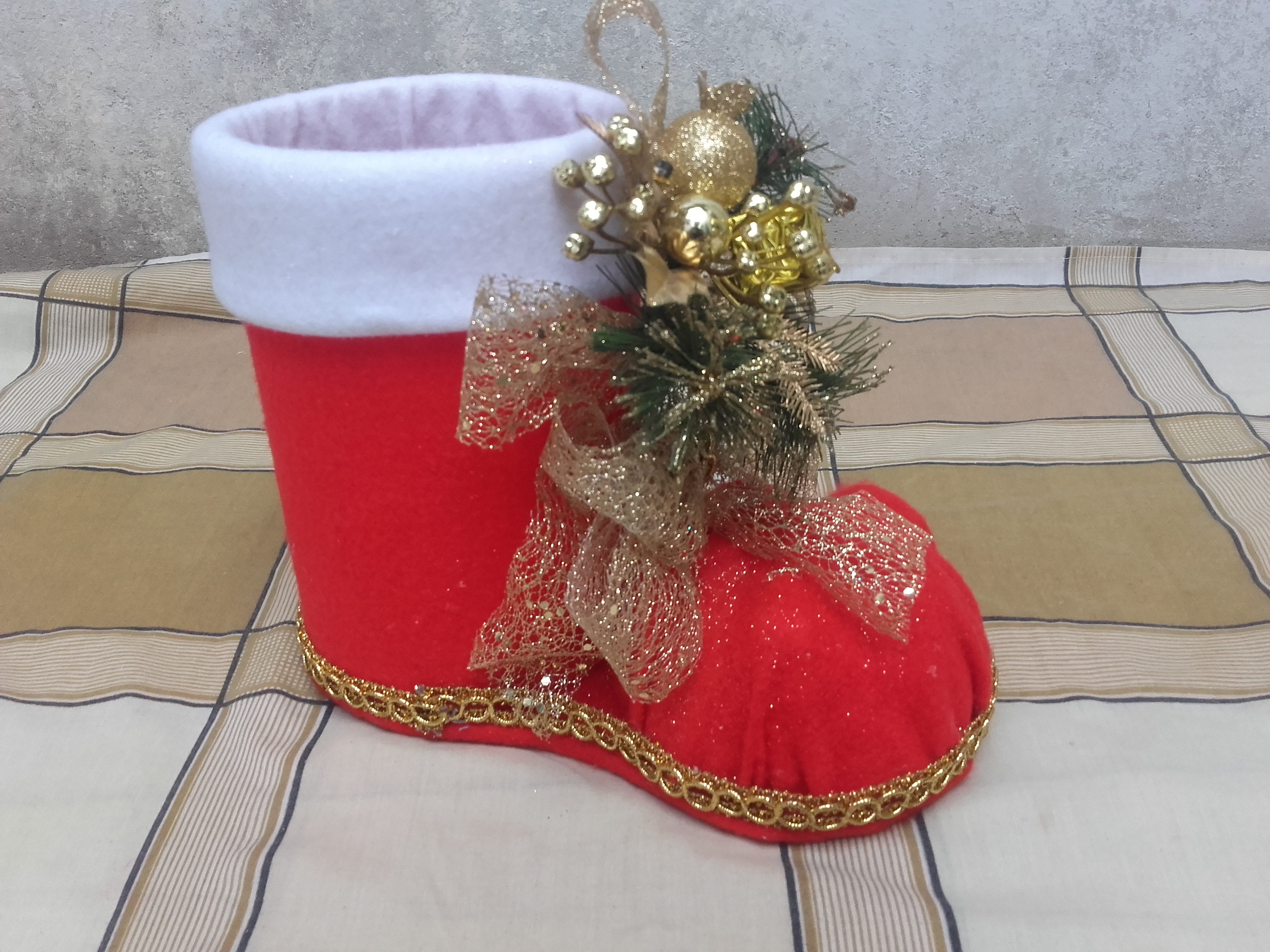
De schoen zetten is een kerstgebruik dat in veel landen voorkomt, in sommige gevallen wordt er geen schoen gezet maar een kerstsok opgehangen

In de Nederlanden zet men vanaf ten minste de 15e eeuw de schoen. In eerste instantie gebeurde dat in de kerk en was de opbrengst voor de armen. Uit archiefstukken blijkt dat vanaf 1427 in de Nicolaïkerk in Utrecht schoenen werden gezet op 5 december, pakjesavond. Rijke Utrechters legden wat in de schoenen en de opbrengst werd verdeeld onder de armen op 6 december, de officiële sterfdag van de Heilige Nicolaas.
Uit de 16e eeuw bestaan beschrijvingen van het schoen zetten door kinderen in de huiskamer.
Kunstschilder Jan Steen heeft in de 17e eeuw de sinterklaasochtend op twee schilderijen vastgelegd. Daarop is ook goed te zien wat de kinderen in hun schoen kregen. Vaak was dat naast speelgoed verschillende soorten snoepgoed zoals speculaas, kruidnoten, pepernoten, borstplaat, chocoladeletters, taaitaaipoppen en marsepein. Dit zijn eeuwenoude lekkernijen die in traditionele vormen werden gemaakt.
Niet alleen in Nederland en Vlaanderen, maar ook in Roemenië en Luxemburg is er een traditie van de schoen zetten rond Sint-Nicolaasdag.

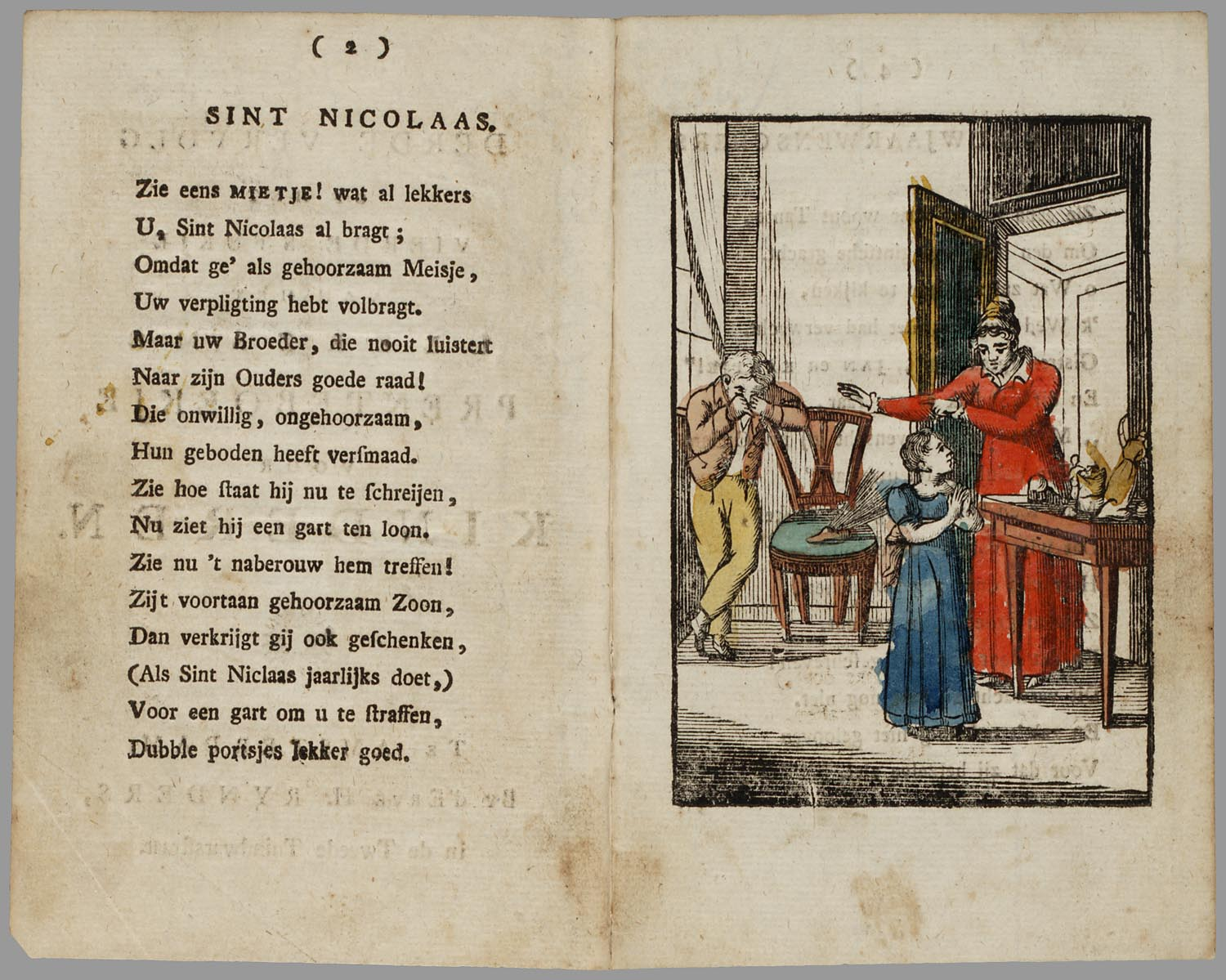
Een gehoorzaam meisje krijgt lekkers en een ongehoorzame jongen vindt een gard (roe) in zijn schoen; Het leerzame prenteboekje voor kinderen, ca. 1810
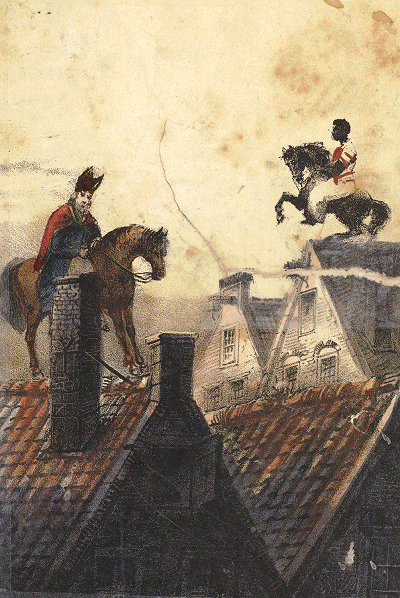
Sint en Piet op het dak, afbeelding uit 1850
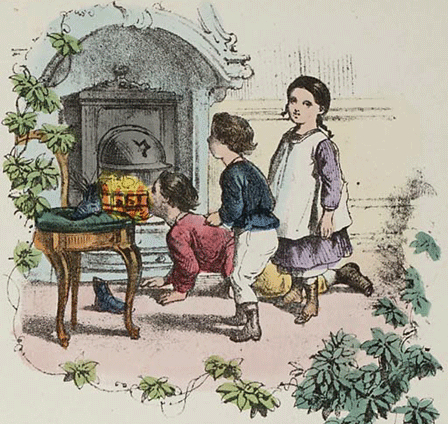
Drie kinderen hebben hun schoen gezet en zingen een sinterklaasliedje, 1873
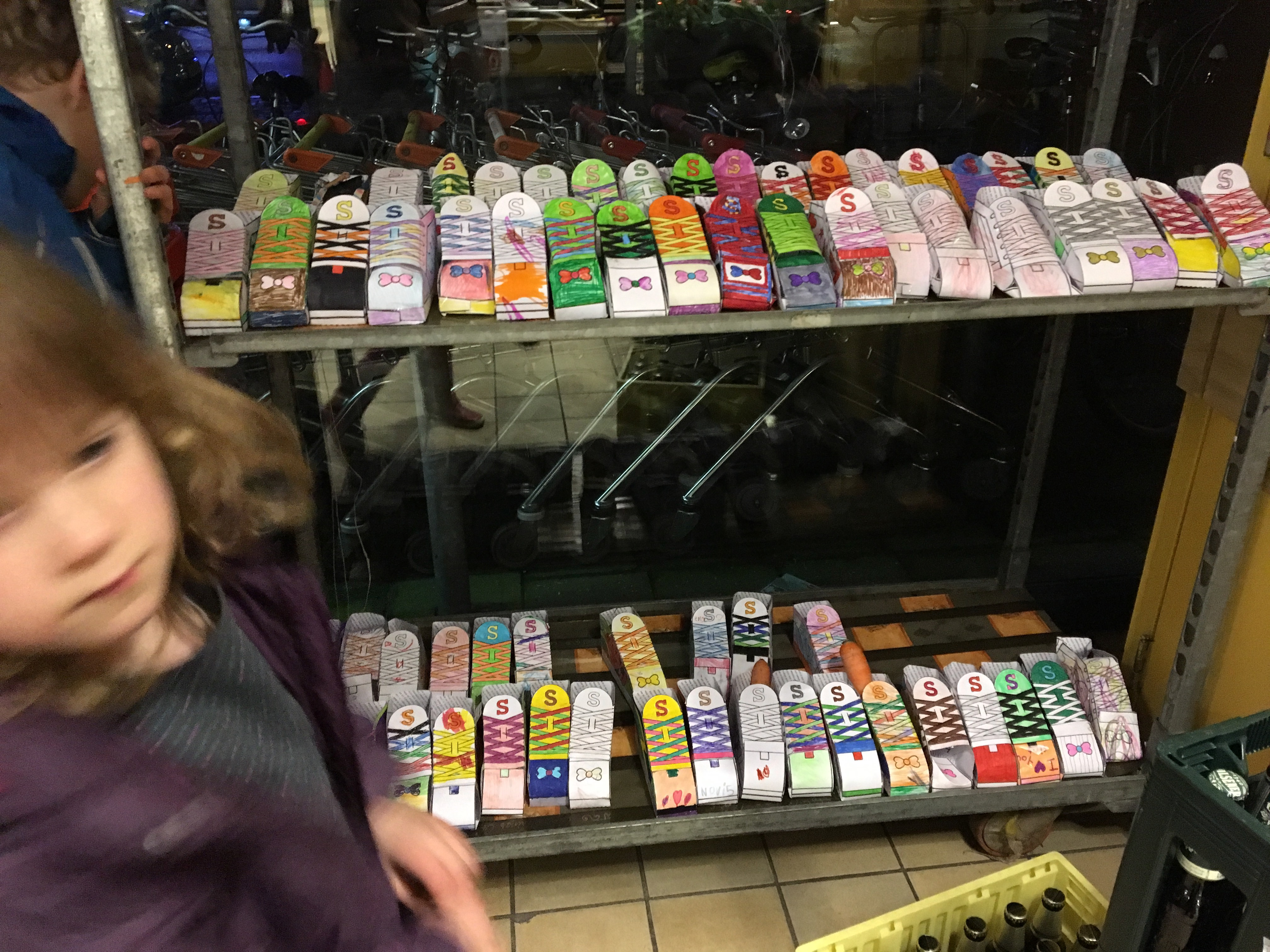
Ingekleurde papieren schoentjes in een supermarkt, 2017